# Dubovca, Hîncești
Dubovca este un sat din cadrul comunei Bozieni din raionul Hîncești, Republica Moldova.

## Demografie

### Structura etnică
Structura etnică a localității conform recensământului populației din 2004:
| Grup etnic                                               | Populație | % Procentaj  |
| -------------------------------------------------------- | --------- | ------------ |
| Băștinași declarați Moldoveni Băștinași declarați Români | 292 1     | 83,43% 0,29% |
| Ucraineni                                                | 34        | 9,71%        |
| Ruși                                                     | 21        | 6,00%        |
| Găgăuzi                                                  | 2         | 0,57%        |
| Total                                                    | 350       |              |